# Proales halophila
Proales halophila is een soort in de taxonomische indeling van de raderdieren (Rotifera). 
Het dier behoort tot het geslacht Proales en behoort tot de familie Proalidae. De wetenschappelijke naam van de soort werd voor het eerst geldig gepubliceerd in 1929 door Remane.